# Victor Hochepied
Victor Fernand Hochepied (Lilla, 29 d'octubre de 1883 – Lilla, 26 de març de 1966) va ser un nedador francès que va competir a principis del segle XX.
El 1900 va prendre part en tres proves del programa de natació dels Jocs Olímpics de París. Allà va guanyar la medalla de plata en la prova dels 200 metres per equips, junt a Maurice Hochepied, J. Bertrand, Jules Verbecke i Victor Cadet; mentre en els 200 metres lliures i els 1000 metres lliures i els 200 metres obstacles quedà eliminat en les rondes preliminars.
Era germà del també nedador olímpic Maurice Hochepied.